# ウィラード・ハーリ
ウィラード・ハーリ(Willard F. Harley, Jr.)は、アメリカの心理学者、結婚カウンセラーである。Marriage Builders を主宰し、カップルが互いの愛を深めるためのカウンセリングを行っている。

## ハーリの主張
ハーリの主張は次の通りである。
（1）相手から愛を得るには、相手が心から求めているものを与える必要がある。
相手が心から求めるものは、男女により大きく異なっている。人により独特であるので、相互に確認する必要がある。平均的な人では次の順で重要である。
1. 男性の場合
  - 性的欲求を満たして欲しい。
  - 遊び仲間になって欲しい。
  - 魅力的でいて欲しい。
  - 尊敬、賞賛をして欲しい。
  - 家事をして欲しい。

1. 女性の場合
  - 愛情を与えて欲しい。
  - 会話により心を通じて欲しい。
  - 誠実でいて欲しい。
  - 経済的に安心させて欲しい。
  - 家族の時間をとって欲しい。

（2）愛を破壊するものを止める。
1. 主なものは次の6つである。
  - 身勝手な要求
  - 相手への手厳しい評価
  - 怒りの爆発
  - 気にさわる習慣
  - 自分勝手な行動
  - 不正直

相手に言うことを聞かせようとして力で脅かしたりすれば、愛情の関係は破壊される。
（3）心からの合意がなければ、何もしない。
一応の合意ではなく、心からの合意が必要である。この原則を守ることにより、愛を破壊するものを避けることができる。
（4）2人だけの時間が必要である。
相手の考えを理解し、自分の考えを伝えた上で、心からの同意を得ようとすれば、週に15時間は必要である。その時間には、（起きている）子どもといる時間を含めず、夫婦でテレビを見る時間も含めない。
（5）徹底した正直さが必要である。
過去の出来事、現在の感情、未来の計画などについて、完全な正直さを必要とする。不正直さは関係を破壊するが、正直さは関係を破壊することはない。良い感情だけでなく、不快な感情についても伝える。また、力による脅しなど、愛を破壊するものを伝えてはいけない。
（6）相手の利己心（受け取ろうとする心）と利他心（与えようとする心）のうち、特に利己心を満たす必要がある。
また、自分の利己心を満たす必要がある。
（7）意見の不一致があるときには、効果的な交渉が必要である。
交渉は、安全で快適なものでなければならない。相手の立場に敬意を払い、それぞれの立場から見た対立点が何であるかを明らかにする。相手の利己心が求める内容を考慮した解決案が必要である。双方による心からの同意が得られるようにする。

## 略歴
カリフォルニア大学サンタバーバラ校にて心理学博士号を取得した。大学で心理学を教えるかたわら臨床心理学者として活躍した。現在は、心理セラピストとして、講演会、セミナー、ラジオ、テレビで活動している。結婚後44年の妻ジョイスと共にミネソタのWhite Bear Lakeに在住している。子ども2人、孫4人あり。